# 30167 Caredmonds
30167 Caredmonds è un asteroide della fascia principale. Scoperto nel 2000, presenta un'orbita caratterizzata da un semiasse maggiore pari a 2,3299317 UA e da un'eccentricità di 0,1207930, inclinata di 5,46421° rispetto all'eclittica.